# 好酸球性筋炎
好酸球性筋炎（こうさんきゅうせいきんえん、eosinophilic myositis）とは側頭筋、翼状筋、咬筋に発生する炎症。犬（特にジャーマン・シェパード・ドッグ）に多発する。原因は特定されていないが、自己免疫疾患であると考えられている。突然の疼痛、瞬膜突出、眼球突出などの症状を示す。白血球の増加、血清クレアチンキナーゼ活性の上昇が認められる。治療にはコルチコステロイド、アザチオプリンの投与を行うが、再発率が高く、予後は不良である。